# 郑绩
鄭績（?—?），字紀常，廣東新會人。
早年屢試不第，遂絕意科場。能作詩，善畫人物、山水，作品多针砭时弊。傳世作品有《寒江醉釣圖》軸，現藏廣州美術館。又兼習醫術。著有《论画》2卷、《梦幻居画学简明》、《梦香园剩草》等。